# Lancia Orca
Lancia Orca es un prototipo de automóvil de la marca italiana Lancia presentado en el año de 1982 en el Salón del Automóvil de Turín y desarrollado por Italdesign sobre la base mecánica del Lancia Delta Integrale. 

## Características
El Lancia Orca presenta una carrocería de 5 puertas, tipo hatchback de dimensiones contenidas y en la media de su segmento, con un diseño obra del diseñador italiano Giugiaro, quien realizó trazos simples con gran profusión de aristas y superficie acristalada, permitiendo un bajo coeficiente de penetración aerodinámica de Cx 0.245. El interior representaba el mayor avance a nivel tecnológico del modelo, conglomerando una gran cantidad de funciones y controles en el volante como controles de crucero, radio, encendido, entre otros. Mecánicamente estaba basado en el 4 cilindros del Lancia Delta turbo, capaz de generar 140 hp a 5600 rpm. El motor estaba posicionado transversalmente al frente y contaba con una transmisión de 4 velocidades.